# St. Hildegard in der Au

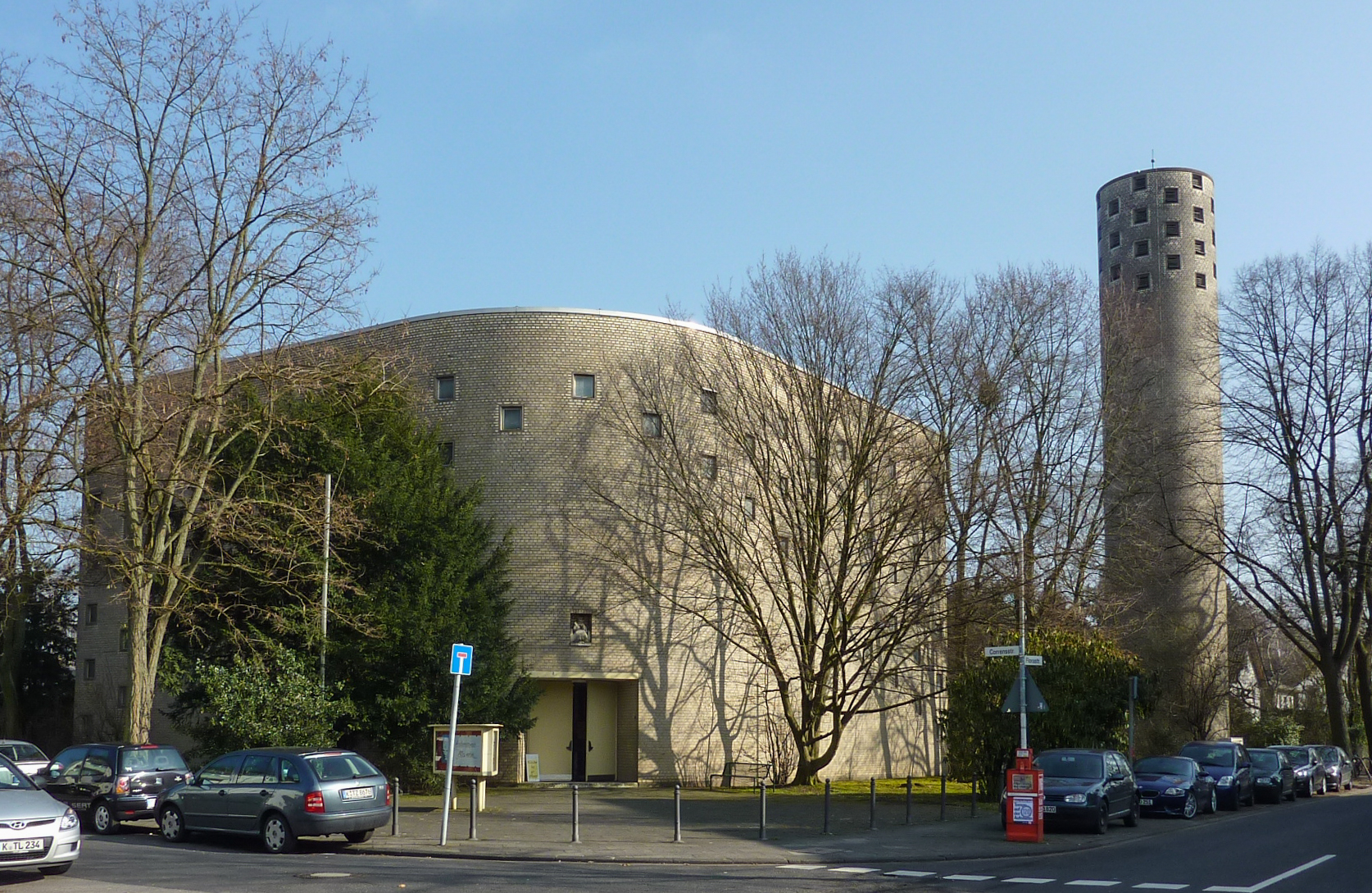
Außenansicht mit Turm

St. Hildegard in der Au war eine römisch-katholische Pfarrkirche im Kölner Stadtteil Nippes, die in den Jahren 1960/1961 nach Plänen des Architekten Stefan Leuer erbaut und zum ersten Adventsonntag 1961 geweiht wurde. Die Kirche stand unter dem Patrozinium der Heiligen Hildegard von Bingen. Sie wurde am 20. September 2020 mit einer feierlichen Messe außer Dienst gestellt und soll voraussichtlich abgerissen werden.

## Vorgeschichte und Bau
Die Gründung der Kirchengemeinde St. Hildegard in der Au am 4. August 1959 ging mit den Planungen zu einem Kirchenbau einher. Er erfolgte auf einem ehemaligen Grundstück der Kirchengemeinde St. Bonifatius in Nippes mit einer Schrebergartenanlage, auf die sich der Namensteil „in der Au“ bezieht. War die Planung bis zur Baugenehmigung Ende 1959 noch von der Muttergemeinde St. Bonifatius ausgegangen, übernahm die junge Kirchengemeinde im März 1960 die Verantwortung für die Bauarbeiten selbst. Der Grundstein wurde am 29. Mai 1960 gelegt und Ende des Jahres, am 20. Dezember, das Richtfest gefeiert und kurz darauf das Pfarrhaus bezogen.
Schon wenige Wochen später nahm man die Seitenkapelle der Kirche für Werktagsgottesdienste in Gebrauch. Jugendheim und Kirchturm – den die Gemeinde zu einem Drittel selbst finanzierte – sowie der weitere Ausbau der Kirche selbst nahmen fast das ganze Jahr 1961 in Anspruch, bis am 3. Dezember 1961 die Einweihung vorgenommen werden konnte.

## Baubeschreibung

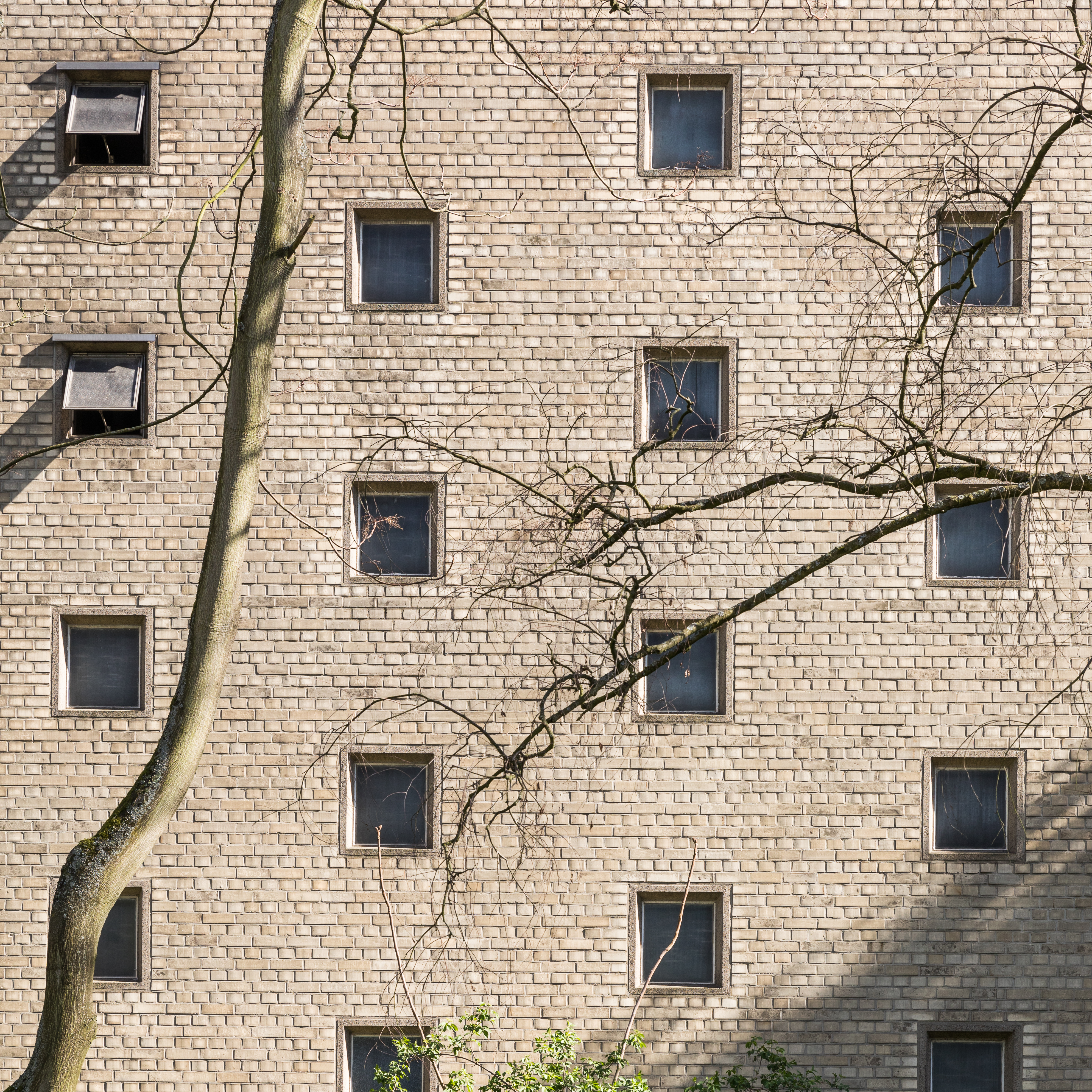
Fenster

Der Kirchenbau liegt auf einem beinahe quadratischen Grundriss mit zwei parabelförmig abgerundeten Ecken an einer ruhigen Straßenkreuzung. Das quadratische Eingangsportal liegt am Scheitelpunkt einer der beiden Parabeln. Ein schmaler Turm auf kreisrunder Grundfläche steht separat als Campanile. Das parabelförmige Quadrat des Grundrisses wiederholt sich 530-fach in der Kassettendecke.

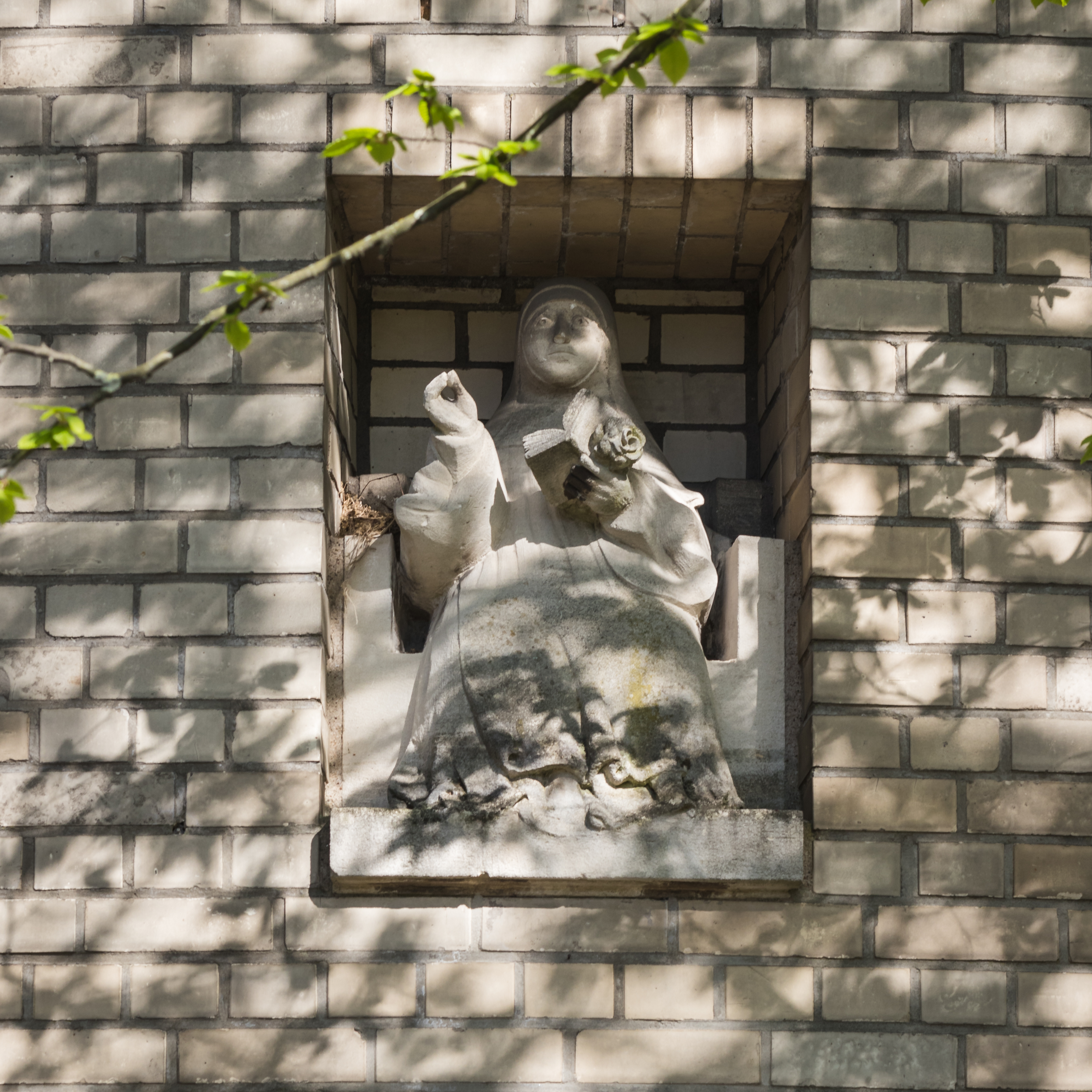
Skulptur Hildegard von Bingen über dem Eingangsportal

Die Fassade ist mit kleinen quadratischen Fenstern „perforiert“ – jeweils am Scheitelpunkt hinter dem Altar und der Orgelempore mit einem farbig verglasten Fenster beginnend, dann zwei, drei, und vier übereinander, bis die insgesamt 142 Öffnungen an den seitlichen Ecken bis zum Boden herunterreichen. Die sich hierdurch ergebende Kurve korrespondiert mit den Parabelkurven der Wände. Sie lädt die Gemeinde „in einer Bewegung von unten nach oben ein[…], sich Gott zu öffnen und [erinnert] zugleich in der Bewegung von oben nach unten daran […], dass Gott zu uns herabkommt“. Auch der Glockenturm ist am oberen Ende mit entsprechenden Maueröffnungen strukturiert.  
Außen oberhalb des Eingangsportals öffnet sich eine kleine Nische, in der eine Skulptur der Kirchenpatronin Hildegard von Bingen sitzt.
Im Inneren teilt sich der Eingangsbereich unter einer ellipsoid auskragenden Empore in Vorhalle und Taufkapelle auf, wobei das Taufbecken zentral vor dem Eingang „im Weg“ steht, jedoch von Glasscheiben so abgetrennt wird, dass zwei Eingänge rechts und links davon in den Kirchenraum führen. Dominierend ist jedoch die Altarseite gegenüber, auf die der Blick zu läuft – die Bankreihen fächern sich um die erhöhte Altarinsel auf, die in ihrer konkaven Rundung die der Orgelempore spiegelbildlich aufgreift.
Seitlich vom Altar auf der linken Seite führt ein Durchgang zur Werktags-Kapelle, die durch kleine quadratische Fenster wie im Hauptraum belichtet wird, und weiter zur Sakristei und zu einem kleinen Pfarrzentrum. 

## Ausstattung
Die Kirche ist sehr sparsam ausgestattet und enthält keine wertvollen Kunstgegenstände, was zu Beginn durchaus auch finanzielle Gründe hatte. Der Grundstein ist als Reliquie links vom Altar in der Wand eingelassen. Er stammt aus dem Kloster der hl. Hildegard in Eibingen bei Rüdesheim. Eine weitere Reliquie unbekannter Herkunft befindet sich im Altar; sie wird auch der Heiligen Hildegard zugeschrieben.
Die Mittelstütze des zentralen Altartischs von Klaus Balke zeigt ein steinernes Dorngestrüpp mit einem Widderlamm, was mit dem Bezug zur alttestamentarischen Opferung Isaaks (Gen 22,13 ) die Funktion des Altars als Opfertisch betont. Der Künstler gestaltete auch das Tabernakel, das Altarkreuz und den Leuchter, alle Stücke sind von 1962. Das Tabernakel ist einem jüdischen Toraschrein nachgebildet und zeigt mit dem Brennenden Dornbusch ebenfalls eine alttestamentarische Szene.
1964 kamen von Klaus Balke noch die Kreuzwegstationen, die sich an der linken Wandseite bis in die Kapelle ziehen, hinzu. Hinter dem Altar schmücken Gobelins die Wand, die ein Motto der Hildegard von Bingen, Scivias („Wisse die Wege“), illustrieren.

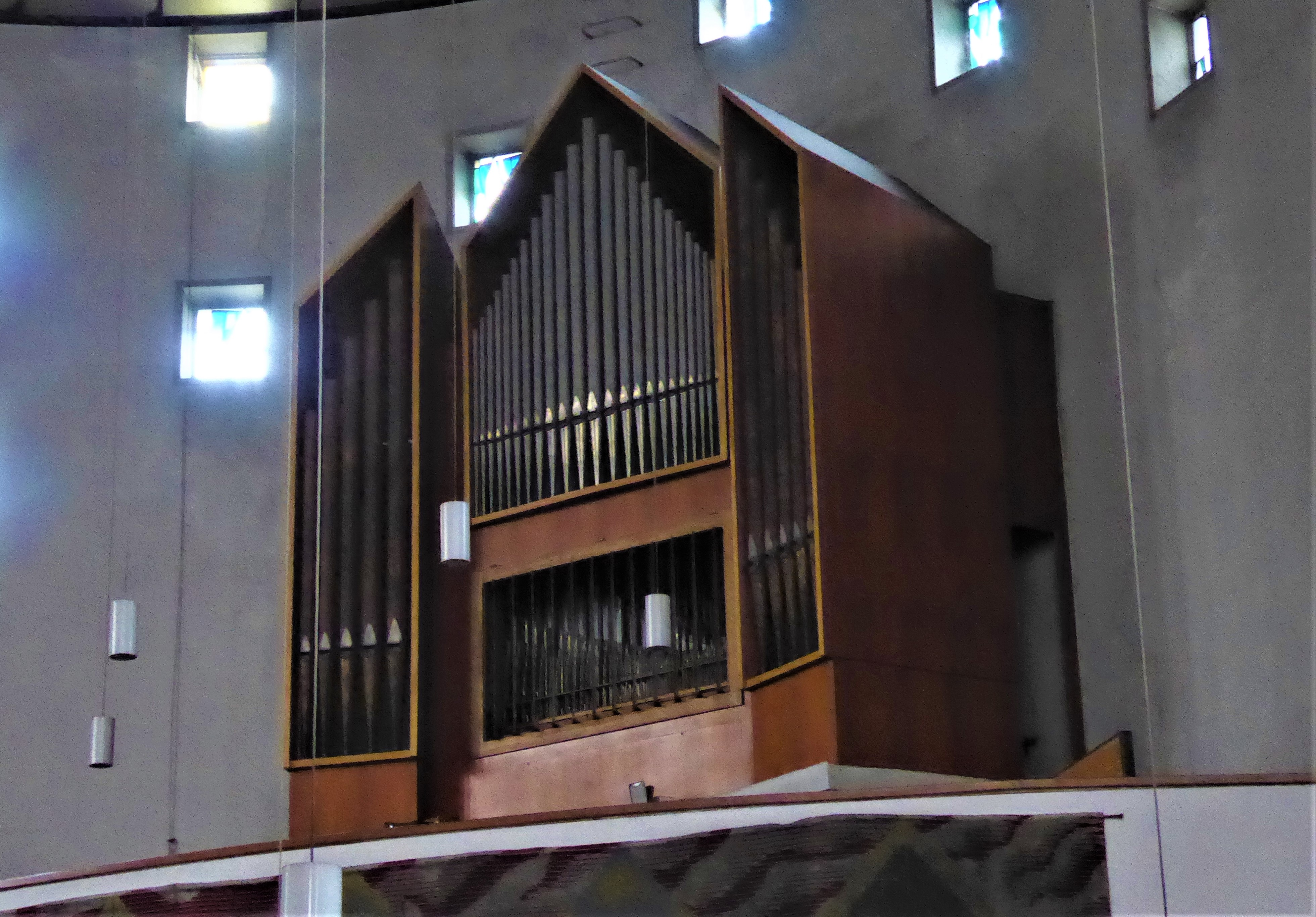
Die Späth-Orgel

Die Fenster der Altarwand in den Farben weiß, gold und rot sowie die der Rückwand in weiß, blau und grün stammen ebenso wie die gläserne Trennwand zum Vorraum und die Glasfenster in der Werktagskapelle von Hubert Schaffmeister.
Jochem Pechau schuf die Hildegard-Figur in der Portalnische, die ihre Symbole Buch und Rose in der Hand hält, und das Taufbecken.
Die zweimanualige Orgel von Gebr. Späth wurde 1968 angeschafft und hat 14 Register.
Das dreistimmige Geläut der Glockengießerei Petit & Gebr. Edelbrock wurde in zwei Abschnitten gegossen. 1962 begnügte man sich mit der einzelnen Helmut-Herbert-Glocke, die 1972 durch die Marien- und die Hildegardglocke ergänzt wurde. Die Schlagtöne sind a1–h1–d2.

## Kirchenschließung
Das zunehmend baufällige Gotteshaus wurde am 20. September 2020 mit einer feierlichen Messe außer Dienst gestellt. An seiner Stelle soll ein sozialer Wohnungsbau geplant sein.
Der Taufstein wurde nach der Entweihung der Kirche als „sichtbares Zeichen ökumenischer Verbundenheit“ in der evangelischen Stephanuskirche in Köln-Riehl aufgestellt, die auch die Orgel erhalten hat. Die Orgel wurde dort nach Überarbeitung durch die Orgelbaufirma Merten aufgestellt und am dritten Advent 2022 eingeweiht.
Vor Ausbau der Orgel und deren Versetzung in die evangelische Stephanuskirche in Köln-Riehl wurde von der Kölner Musikergruppe Sono Kollektiv der stillgelegte und entleerte Kirchenraum in 3 Videos mit Ambiente-Livemusik dokumentiert, auf denen u. a. letztmals die Orgel erklingt. Die Videos wurden im Rahmen einer Kunstveranstaltung am 2. April 2022 in der Kirche uraufgeführt.